# 博羅莫
博羅莫（法語：Boromo）為位在布吉納法索布克萊迪穆翁大區的城鎮，該城鎮亦為巴雷省及博羅莫縣的首府。1996年人口普查中該城鎮人口有11,694人。
博羅莫位在布吉納法索兩大城市—瓦加杜古和博博迪烏拉索之間。該城鎮擁有許多自然資源，像是黃金以及魚類等。農業是該城鎮主要的經濟產業。博羅莫也是個族群大熔爐，在此地可以找到許多不同的族群，像是莫西人、朱拉人、Dafing人、布波人以及Winiens人等。

## 外部連結
- Satellite map at Maplandia.com （页面存档备份，存于）
- BBC article about the crash （页面存档备份，存于）